# Pycnanthus angolensis
Африканський мускатний горіх (Pycnanthus angolensis) — вид рослин родини Мускатникові. 

## Будова
Вічнозелене дерево до 40 метрів висоти. Стовбур прямий циліндричний з корою, покритою тріщинами. Живиця кольору меду стає червоною з часом. Гілки звивисті. Шкірясті листки з товстими прожилками, гладкі згори та покриті іржавого кольору волосинками знизу, мають до 31 см довжини та 9 ширини. На листі переважно видні сліди пошкоджень комахами, що вважається характерною особливістю виду. Квіти зібрані у густі іржавого кольору волоті 15 см довжини. Саму квітку важко ідентифікувати у суцвітті, поки не розпускаються тичинки довжиною всього 1 мм. Плід має принасінник, що дозріває довго, аж до наступного сезону цвітіння, що відбувається в жовтні.

## Поширення та середовище існування
Росте у Тропічній Африці.

## Практичне використання
Має цінну деревину.
З насіння роблять жирову речовину, що потім використовують для виробництва свічок та мила. Саму насінину також можна використовувати як свічку, оскільки вони повільно згорає. Товчене насіння заміняє мило.
Насіння інколи використовують як спеції, оскільки воно має сильний запах.